# Racconti (Singer)
Con il semplice titolo di Racconti si è pubblicata un'antologia di 94 storie di Isaac Bashevis Singer (in origine scritte in lingua yiddish dal 1957 al 1981 e quindi tradotte in inglese), nella collana "I Meridiani" della Mondadori nel 1998 (ISBN 978-8804452898).
Con due introduzioni, di Alberto Cavaglion (curatore anche delle notizie sui testi e della bibliografia) e di Giuseppe Pontiggia (questa intitolata Il viaggiatore dei due mondi), la raccolta comprende traduzioni scelte dalle raccolte d'autore Gimpel the Fool (1957), The Spinoza of Market Street (1963), Short Friday (1963), The Image (1968), The Séance (1968), A Friend of Kafka (1970), A Crown of Feathers (1974), Passions (1975) e Old Love (1979), oltre a 6 racconti tratti dalle Collected Stories (1982).
Le traduzioni in italiano sono di Anna Bassan Levi (31), Gabriella Luzzani (23), Anna Ravano (22) e Mario Biondi (18). Il libro contiene anche un "Glossario" a cura di Paolo De Benedetti.

## Elenco alfabetico dei racconti della raccolta
- Al lume delle candele dei morti (By the Light of Memorial Candles)
- Altele (Altele)
- L'ammiratrice (The Admirer)
- L'avventura (The Adventure)
- Il becchino (The Gravedigger)
- Breve venerdì (Short Friday)
- La burla (The Joke)
- Il cabalista della East Broadway (The Cabalist of East Broadway)
- Caricatura (Caricature)
- La cassetta di sicurezza (The Safe Deposit)
- La chiave (The Key)
- Colui che non era visto (The Unseen)
- Il congresso (The Conference)
- Cunegunde (Cunegunde)
- Da non raccontare di sabato (Not for the Sabbath)
- Dal diario di un non nato (From the Diary of One Not Born)
- Il digiuno (The Fast)
- Due (Two)
- Due mercati (Two Markets)
- Elka e Meir (Elka and Meier)
- Errori (Errors)
- Esther Kreindel seconda (Esther Kreindel the Second)
- Il figlio di lei (Her Son)
- Fratello scarafaggio (Brother Beetle)
- Fuga dalla civiltà (Escape form Civilization)
- Fuoco (Fire)
- Gimpel l'idiota (Gimpel the Fool)
- Gioia (Joy)
- La giovenca malata di nostalgia (The Yearning Heifer)
- Grande e piccolo (Big and Little)
- La Henne del fuoco (Henne Fire)
- Io non mi affido agli uomini (I Place My Reliance on No Man)
- L'istruttore (The Mentor)
- Jachid e Jechidà (Jachid and Jechidah)
- L'ha detto il mendicante (The Beggar Said So)
- Luna e follia (Moon and Madness)
- Il macellatore (The Slaughterer)
- Il manoscritto (The Manuscript)
- Moishele (Moishele)
- Nell'ospizio (In the Poorhouse)
- Il nemico (The Enemy)
- Nonno e nipote (Grandfather and Grandson)
- Le nozze nere (The Black Wedding)
- L'ombra di una culla (The Shadow of a Crib)
- Papa Zeidlus (Zeidlus the Pope)
- Passioni (Passions)
- I piccioni (Pigeons)
- I piccoli calzolai (The Little Shoemakers)
- La potenza delle tenebre (The Power of Darkness)
- Poteri (Powers)
- Il pullman (The Bus)
- Qualche giro di danza (A Dance and a Hop)
- Qualcosa c'è (Something Is There)
- Ritrovarsi (The Reencounter)
- La rovina di Kreshev (The Destruction of Kreshev)
- Sam Palka e David Vishkover (Sam Palka and David Vishkover)
- Sangue (Blood)
- La seduta spiritica (The Séance)
- Il segreto (The Secret)
- Shiddà e Kuziba (Shiddah and Kuziba)
- Il signore di Cracovia (The Gentleman from Cracow)
- Solo (Alone)
- Sopravvissuti (Remnants)
- Sotto i ferri (Under the Knife)
- Lo specchio (The Mirror)
- Lo Spinoza di via del Mercato (The Spinoza of Market Street)
- Storia di due bugiardi (A Tale of Two Liars)
- Storia di due sorelle (A Tale of Two Sisters)
- Taibele e il suo demone (Taibele and Her Demon)
- La tavola calda (The Cafeteria)
- Il traditore di Israele (The Betrayer of Israel)
- Tre incontri (Three Encounters)
- Tre racconti (Three Tales)
- L'ultimo demone (The Last Demon)
- L'uomo che scriveva lettere (The Letter Writer)
- L'uomo che tornò indietro (The Man Who Came Back)
- La valigetta (The Briefcase)
- Il vecchio (The Old Man)
- Il viaggio medianico (The Psychic Journey)
- Il vincolo (The Bond)
- Il violinista morto (The Dead Fiddler)
- Una citazione da Klopstock (A Quotation from Klopstock)
- Una corona di piume (A Crown of Feathers)
- Una gabbia per Satana (A Cage for Satan)
- Una giornata a Coney Island (A Day in Coney Island)
- Un amico di Kafka (A Friend of Kafka)
- Una notte all'ospizio dei poveri (A Night in the Poorhouse)
- Un consiglio (A Piece of Advice)
- Un giorno di felicità (A Day of Happiness)
- Un matrimonio a Brownsville (A Wedding in Brownsville)
- Vanvild Kava (Vanvild Kava)
- Vecchio amore (Old Love)
- Vicini (Neighbors)
- Yentl studente di «yeshivà» (Yentl the Yeshiva Boy)